# 1944 (노래)
"1944"는 우크라이나의 가수 자말라의 노래이다. 유로비전 송 콘테스트 2016에서 534점으로 우승한 노래이다.